# Haus Beauvilliers

Wappen des Hauses Beauvilliers

Die Beauvilliers waren eine adelige Familie aus der Beauce. Sie hat ihren Namen von der gleichnamigen Pfarrei, die sie 16 Kilometer von der Stadt Chartres entfernt Richtung Orléans besaß. Ihre Hauptlinie erhielt 1663 den Titel des Duc de Saint-Aignan und wurde zur gleichen Zeit in den Stand eines Pair de France erhoben. Die Familie starb 1828 im Mannesstamm aus, gleichzeitig erlosch der Titel.
Die Familie der Herzöge von Saint-Aignan ist zu unterscheiden von anderen Familien „de Saint-Aignan“, die nicht mit den Beauvilliers verwandt sind; eine davon wurde im 19. Jahrhundert durch den aus der Bretagne stammenden Nicolas-Auguste Marie Rousseau, Comte de Saint-Aignan, 1835 Pair de France (1770–1858), repräsentiert.
Herbert I., Seigneur de Beauvilliers, du Lude, de Martainville, der im 11. Jahrhundert starb, ist die erste bekannte Persönlichkeit mit diesem Lehen. Als Nächstes finden wir Jodoin oder Gédeon de Beauvilliers, der als Sonderbevollmächtigter seines Herrn Rainald von Bar, Bischof von Chartres, im Land Outremer, zusammen mit Guillaume de Prunelé, Chevalier, im Namen des genannten Bischofs gesamtschuldnerisch für ein Darlehen in Höhe von 200 Silbermark bürgte, das Payen und Hugues de Buat, Guillaume de Montléart usw. bei genuesischen Kaufleuten aufgenommen hatten. Die ursprüngliche Pergamenturkunde wurde im September des Jahres 1194 in Akkon ausgestellt. Aufgrund dieser Urkunde wurden der Name und das Wappen von Jodoin de Beauvilliers in der Deuxième salle des Croisades im Schloss Versailles platziert.

## Stammliste

### 11.–14. Jahrhundert
- Herbert (I.) de Beauvilliers († 11. Jahrhundert) Seigneur de Beauvilliers, du Lude, de Martainvllle, de Maleloup et du vieux Alonne, Sohn von Engelsende
- Gedoin (I.) de Beauvilliers (fl. 1138, † vor 1179) Seigneur de Beauvilliers etc., Sohn von Herbert-Emussent, seine Söhne sind:
- Herbert (II.) de Beauvilliers, Seigneur de Beauvilliers, du Lude et de Martainvllle, Hugues und Gedoin (alle fl. 1179); Herberts Söhne sind:
- Gedoin (III.) de Beauvilliers, Seigneur de Beauvilliers etc., verheiratet mit Urtissa/Orbissa, sowie Hugues, Henri und Eudes; Gedoins Söhne sind:
- Herbert (III.) de Beauvilliers, Seigneur de Beauvilliers etc., und NN (beide fl. 1212)
- Eudes, dessen Sohn, Chevalier
- Gedoin (IV.) de Beauvilliers, Sohn oder Enkel Herberts, Chevalier, Seigneur von Le Lude en Beauce, Bretigny bei Chartres etc.; ⚭ (1) Adelice de Membrolles, Tochter von NN de Membrolles und Adelice, Dame de Villebon; ⚭ (2) Jeanne, vielleicht Witwe des Seigneur de Bretigny
- Robert de Beauvilliers (fl. 1260), dessen Sohn aus erster Ehe, Seigneur du Lude, de Binas etc.; ⚭ Jacqueline
- Geoffroy de Beauvilliers (fl. 1292/1302), genannt Pichot, Chevalier, Seigneur de Binas, du Lude en Beauce et du Lude en Sologne, dessen Sohn
- Jean de Beauvilliers (fl. 1302), Chevalier, dessen Bruder
- Gedoin (V.) de Beauvilliers, Chevalier, Seigneur de Binas etc. als Nachfolger Geoffroys, wird als dessen Sohn angesehen

### 14.–15. Jahrhundert
1. Jodoin/Gédoin (V.) de Beauvilliers (fl. 1331/62; † vor 1368), Chevalier, Seigneur de Binas, du Lude etc., 1331/62 bezeugt; ⚭ Marie d’Orléans
  1. Robert (II.) de Beauvilliers (fl. 1341/49), genannt le Normand, Seigneur de Binas, du Lude etc., kauft 1349 Dizier; ⚭ Jeanne de Saint-Brisson
    1. Jean (I.) (fl. 1375/86; † vor 1392), Chevalier, Seigneur du Lude en Sologne; ⚭ Perenelle de Manchecourt, Tochter von Guillaume de Manchecourt
      1. Jean (II.) (fl. 1418/19; † vor 1429) genannt le Camus, Seigneur du Lude
      2. Isabeau, Dame du Lude; ⚭ 20. Februar 1431 Jean l’Arabe

    2. Humbert, (fl. 1361/83), Seigneur de Dizier; ⚭ 1361 Jeanne le Bugle, Dame de Bastardes, Witwe von Jean de La Ferté-Hubert, Tochter von Geoffroy le Bugle und Jeanne le Redde
      1. Marguerite, Dame de Dizier; ⚭ 3. August 1396 Jean de Tillières, Seigneur de Chesnebrun et de Brusoles

    3. Hervé de Beauvilliers (fl. 1379/86), Seigneur de d’Autry, de Binas, du Lude, d’Ozoir-le-Breuil etc.; ⚭ (1) Jeannette de La Ferté, Dame de Montgouaut, Tochter von Jean de La Ferté und Jeanne le Bugle, Dame de Bastardes; ⚭ (2) Philippe, Dame de Ruau et de Peray
      1. (1) Jean (III.) de Beauvilliers(X 1428 bei der Verteidigung seiner Burg La Ferté-Hubert gegen die Engländer), genannt Bourles, Seigneur d’Autry, du Lude, d’Ozoir-le-Breuil, de Montgouaut etc., Gouverneur von Stadt und Grafschaft Blois und Dunois; ⚭ Alix d’Estouteville, Dame de Thoury, Tochter von Robert d’Estouteville, und Robine de Saint-Brisson, Dame de La Ferté-Hubert, Witwe von Raoul, Seigneur de Saint-Remy, Chevalier (X 1415 in der Schlacht von Azincourt)
      2. (1) Guyot, 1408 Johanniter

### 15.–17. Jahrhundert
1. Jean de Beauvilliers(X 1428 bei der Verteidigung seiner Burg La Ferté-Hubert gegen die Engländer), genannt Bourles, Seigneur d’Autry, du Lude, d’Ozoir-le-Breuil, de Montgouaut etc., Gouverneur von Stadt und Grafschaft Blois und Dunois; ⚭ Alix d’Estouteville, Dame de Thoury, Tochter von Robert d’Estouteville, und Robine de Saint-Brisson, Dame de La Ferté-Hubert, Witwe von Raoul, Seigneur de Saint-Remy, Chevalier (X 1415 in der Schlacht von Azincourt)
  1. Michel de Beauvilliers (* 1418; † 1463), Seigneur de Thoury, de La Ferté-Hubert etc., 1454 Capitaine été Gouverneur de Montereau et de Chartres, 1456 Capitaine der Schottischen Garde; ⚭ Anne de Tillay, Dame de Brano, († Ende Winter 1472), Tochter von Jamet de Tillay, Bailli de Vermandois, und Jeanne d’Anneville
    1. Jean de Beauvilliers (* 26. Juni 1455; † Juli 1496), Seigneur de La Ferté-Hubert; ⚭ Antoinette d’Illiers, Tochter von Jean d’Illiers, Sire d’Illiers, und Marguerite de Chourses
    2. Méry de Beauvilliers, Seigneur de Thoury etc., Conseiller et Chambellan du Roi, Gouverneur et Bailli de Blois, testiert 23. September 1511; ⚭ (1) (Ehevertrag 12. Mai 1489) Jacquette d’Estampes, Tochter von Jean d’Estampes und Marie de Rochechouart (Haus Estampes); ⚭ (2) (Ehevertrag 25. Dezember 1496) Louise de Husson († August 1540), genannt de Tonnerre, Tochter von Charles de Husson, Comte de Tonnerre, Seigneur de Husson, de Saint-Aignan etc., und Antoinette de La Trémoille, Schwester von Anne de Husson, Erbin von Tonnerre, Ehefrau von Bernardin de Clermont, Stammeltern der Familie Clermont-Tonnerre
      1. (2) Claude de Beauvilliers († 14. August 1539), Chevalier, Baron und April 1537 Comte de Saint-Aignan, Seigneur de la Ferté-Hubert, Gouverneur et Bailli de Blois; ⚭ (1) (Ehevertrag 1524) Charlotte de Tranchelion, Dame de Paluau, einzige Tochter von Charles de Tranchelion und Françoise de Silly; ⚭ (2) 1537 Claude de Rohan-Gié (* 1519; † nach 1579), Mätresse des Königs Franz I., Tochter von Charles de Rohan-Gié, Graf von Guise und Graf von Orbec, Großmundschenk von Frankreich (Haus Rohan), und Giovanna Sanseverino
      2. (2) René de Beauvilliers (fl. 1539, † 8. August 1557), Abt von Celles en Berry (1531), Saint-Satur sous Sancerre (1535), Prévôt de Vierzon (1537), nahm nach dem Tod seines Bruders (1539) die Titel Comte de Saint-Aignan und Baron de la Ferté-Hubert an, 1540–1545 Brotmeister des Königs, 1547 Gentilhomme ordinaire de la Chambre du Roi; ⚭ (Ehevertrag 12. März 1540) Anne de Clermont, Tochter von Antoine de Clermont, Vicomte de Clermont et de Tallard (Familie Clermont-Tonnerre und Anne de Poitiers (Poitiers-Valentinois)
        1. Claude II. de Beauvilliers (* 18. Oktober 1542; X 17. Januar 1583 beim Angriff auf Antwerpen), Chevalier, Comte de Saint-Aignan, Seigneur et Baron de la Ferté-Hubert, Gouverneur et Lieutenant-général au Gouvernement de Berry, Anjou et Bourges; ⚭ (Ehevertrag 18. Februar 1559) Marie Babou de la Bourdaisière († 1582), Tochter von Jean Babou und Françoise Robertet (Babou de La Bourdaisière (Adelsgeschlecht))
          1. Hercule de Beauvilliers (* 3. Mai 1563; † 23. Februar 1583 nach Verwundung bei Antwerpen), Comte de Saint-Aignan
          2. Léonor de Beauvilliers (* 1. Januar 1565; † März 1589 bei einem Brand), Comte de Saint-Aignan, Baron der la Ferté-Hubert
          3. Honorat de Beauvilliers (* 26. Mai 1579; † Februar 1622), Chevalier, Comte de Saint-Aignan, Baron de la Ferté-Hubert, Seigneur de Chemery, Lussay etc., 1611 Mestre de camp de la cavalerie légère, 1617 Lieutenant-général au Gouvernement de Berry; ⚭ 4. Mai 1604 Jacqueline de La Grange d’Arquian († 8. Juni 1632), Tochter von François de La Grange d’Arquian, Seigneur de Montigny, Marschall von Frankreich, und Gabrielle de Crévant
            1. Pierre de Beauvilliers (* 31. Dezember 1607, † jung)
            2. François Honorat (getauft 30. Oktober 1610; † 16. Juni 1687), Comte und Dezember 1663 Duc de Saint-Aignan (gab das Herzogtum 1679 an seinen Sohn ab, behielt aber den Titel), Pair de France, Baron de la Ferté-Hubert, de Chemery, Seigneur de Lussay, Vicomte de Valogne etc., 1641 Ritter im Orden vom Heiligen Geist, Lieutenant-général des Armées du Roi, 1644 Gouverneur und Lieutenant-général von Le Havre; 1661–1667 Gouverneur et Lieutenant-général de Touraine, 1663 Mitglied der Académie française; ⚭ (1) (Ehevertrag 1. Januar 1663) Antoinette Servien (* 1607; † 19. Januar 1679), Tochter von Nicolas Servien, Seigneur de Montigny, Trésorier de France, ein Vetter von Abel Servien, und Marie Groulart; ⚭ (2) (Ehevertrag 7. Juni 1680 Françoise Geré de Rancé (* 1642; † 3. April 1728), genannt Mademoiselle de Lucé, Tochter von Jacques de Geré und Claude de Nevers
            3. Marie de Beauvilliers († nach 17. August 1630)
            4. Anne Marie de Beauvilliers († 12. November 1688, 78 Jahre alt), 1660–1683 Dame d’atours der Königin Maria Teresa
            5. Catherine Henriette de Beauvilliers (* März 1615), geistlich, Koadjutrix ihrer Tante, der Äbtissin von Montmartre, starb vor ihr
            6. Louise Claire de Beauvilliers († jung)
            7. Françoise de Beauvilliers († jung)
            8. Anne Berte de Beauvilliers († nach 1632)
            9. Gabrielle de Beauvilliers († jung)
            10. 3 oder 4 Kinder unbekannten Namens († jung)

          4. Anne (* 4. Oktober 1564; † 1636); ⚭ (1) Claude du Châtelet (X 1589 bei der Belagerung von Dieppe); ⚭ (2) Pierre Forget, Seigneur de Frêne († 1610)
          5. Françoise (* 30. Januar 1572; † 2. September 1580)
          6. Claude (* 4. April 1573; † 20. Januar 1626), 1587 geistlich in der Abtei Montmartre, 1589 zur Äbtissin gewählt, 1590 Äbtissin von Le Pont-aux-Dames
          7. Marie de Beauvilliers (* 26. April 1574; † 21. April 1656), geistlich in der Abtei Beaumont-lès-Tours, dort Koadjutrix für ihre Tante Anne Babou, ab 1598 Äbtissin von Montmartre
          8. Jeanne, 1589 bezeugt
          9. Françoise (* 7. Juni 1580), 1629 Äbtissin von Avenay

        2. (unehelich, Mutter unbekannt) Jeanne de Beauvilliers; ⚭ Pierre de Vaux, Seigneur de la Chevrolière

      3. (2) Gabrielle, geistlich, 1615 Äbtissin von Notre-Dame-d‘Angers
      4. (2) Jeanne, testiert 24. Januar 1550; ⚭ (1) 15. Februar 1514 François de Beauvau († 1524 auf dem Feldzug nach Pavia), Seigneur de la Bessière (bei Mayenne), Sohn von René de Beauvau und Antoinette de Montfaucon (Haus Beauvau); ⚭ (2) 13. Februar 1529 Charles de Gaillon, Chevalier, Baron du Puiset
      5. (2) Marguerite, 1517/42 bezeugt, 1530 Witwe; ⚭ 28. Dezember 1517 René Taveau, Baron de Mortemer, Seigneur de Lussac et du Bouchet en Brenne
      6. (2) Marie, geistlich, wohl Äbtissin von La Virginité du Mans
      7. (2) Madelene; ⚭ (Ehevertrag Juli 1517) Charles du Bec, Seigneur de Bouris et de Vardes, Vizeadmiral von Frankreich, Sohn von Jean du Bec und Marguerite de Rocherolles, Dame du Marais-Vardier – die Eltern von Philippe du Bec, Erzbischof von Reims
      8. (2) Anne, geistlich in der Abtei La Trinité de Poitiers
      9. (2) Françoise, geistlich im Couvent de la Madeleine d’Orléans

    3. Tanneguy de Beauvilliers (* 12. Februar 1456; † vor seinem Vater)
    4. Antoine de Beauvilliers († jung)
    5. Marguerite de Beauvilliers (* 24. April 1456); ⚭ Yvon d’Illiers, chevalier, Seigneur de Raderets
    6. Jeanne de Beauvilliers; ⚭ Gilles d’Escheles, Seigneur de Raoullet et de Saint-Flomer

  2. Marguerite de Beauvilliers; ⚭ (Ehevertrag 13. Juli 1438) Robinet d’Estampes le jeune, Chevalier, Conseiller et Chambellan du Roi, Maréchal et Sénéchal du Bourbonnais (Haus Estampes)
  3. Robinette de Beauvilliers, 1469/83 bezeugt; ⚭ (Ehevertrag 28. September 1444) Jeannequin Kent, Seigneur de Saint-Ulface († Januar 1464)
  4. Annette de Beauvilliers; ⚭ 28. September 1444 Pierre Garreau, Seigneur de Châteauvieux († 1461); ⚭ (2) Guichard de Loiches, 1483 bezeugt

### Die Herzöge von Saint-Aignan
1. François Honorat (getauft 30. Oktober 1610; † 16. Juni 1687), Comte und Dezember 1663 Duc de Saint-Aignan (gab das Herzogtum 1679 an seinen Sohn ab, behielt aber den Titel), Pair de France, Baron de la Ferté-Hubert, de Chemery, Seigneur de Lussay, Vicomte de Valogne etc., 1641 Ritter im Orden vom Heiligen Geist, Lieutenant-général des Armées du Roi, 1644 Gouverneur und Lieutenant-général von Le Havre; 1661–1667 Gouverneur et Lieutenant-général de Touraine, 1663 Mitglied der Académie française; ⚭ (1) (Ehevertrag 1. Januar 1663) Antoinette Servien (* 1607; † 19. Januar 1679), Tochter von Nicolas Servien, Seigneur de Montigny, Trésorier de France, ein Vetter von Abel Servien, und Marie Groulart; ⚭ (2) (Ehevertrag 7. Juni 1680 Françoise Geré de Rancé (* 1642; † 3. April 1728), genannt Mademoiselle de Lucé, Tochter von Jacques de Geré und Claude de Nevers
  1. (1) François (* 4. Oktober 1637; † 1. Oktober 1666), Comte de Séry, 21. Februar 1657 Premier Gentilhomme de la Chambre du Roi (Vereidigung am Tag darauf), 26. Mai 1665 Colonel du Régiment d’Auvergne
  2. (1) Pierre (* 14. August 1641; X 25. Juli 1664 in der Schlacht bei Mogersdorf beim Übersetzen über die Raab) genannt Chevalier de Saint-Aignan, 1659 Kommendatarabt von Ferrières, Teilnehmer am Duell La Frette–Chalais
  3. (1) 2 Kinder († jung)
  4. (1) Paul (getauft 24. Oktober 1648; † 31. August 1714), Comte de Saint-Aignan, 1679 Duc de Saint-Aignan unter dem Namen Duc de Beauvilliers, Pair de France, 26. April 1701 Grande von Spanien 1. Klasse, Comte de Montrésor, Chaumont etc., Juli 1691 Ministre d’État; ⚭ (Ehevertrag 20. Januar 1671) 21. Januar 1671 Henriette Louise Colbert († 19. September 1733, 76 Jahre und 9 Monate alt), Tochter von Jean-Baptiste Colbert und Marie Charron de Ménars
    1. Marie Françoise (* 1672; † Oktober 1674)
    2. Marie Antoinette (* 29. Januar 1679), Benediktinerin in Montargis, dort Priorin
    3. Marie Geneviève (* 6. März 1680), genannt Mademoiselle de Séry, 1696 Benediktinerin in Montargis
    4. Marie Louise (* 9. August 1681; † 9. April 1710), genannt Mademoiselle de Montigny, dann Benediktinerin in Montargis
    5. Marie Thérèse (* 22. Oktober 1683), genannt Mademoiselle de La Ferté, dann Benediktinerin in Montargis, schließlich Priorin der Benediktinerinnen von Champ-Benoît in Provins
    6. Marie-Henriette (* 14. April 1685; † 4. September 1718); ⚭ 19. Dezember 1703 (mit Dispens wegen Blutsverwandtschaft) Louis de Rochechouart, Duc de Mortemart, Pair de France (* 3. Oktober 1681; † 31. Juli 1746)
    7. Marie Paule (* 9. April 1686), genannt Mademoiselle de Buzançois, dann Benediktinerin in Montargis
    8. Marie (* 19. September 1687), genannt Mademoiselle de Montrésor, dann Benediktinerin in Montargis
    9. Marie Françoise (* 24. September 1688; † Januar 1716), genannt Mademoiselle d‘Argy, dann Benediktinerin in Montargis
    10. Louis (* 10. Februar 1690; † 2. Dezember 1705 an den Pocken)
    11. Sohn (* April 1691; † 19. Februar 1695), für den Malteserorden bestimmt
    12. Paul Jean Baptiste (* 10. August 1692; † 5. November 1705), Comte de Séry
    13. Jean Baptiste Joseph (* 9. August 1693; † 1694)

  5. (1) Anne (getauft 28. April 1634; † 1668), 27. August 1653 zur Äbtissin von Beauvoir ernannt, Amtsübernahme durch einen Vertreter am 6. März 1655, 7. Juni 1662[2] zur Äbtissin von Notre-Dame de Romorantin ernannt
  6. (1) Gabrielle (getauft 28. April 1635; † jung)[3]
  7. (1) Elisabeth (getauft 20. August 1636; † 1704), 1653 Koadjutrix der Abtei La Joie, 14. Mai 1668 Äbtissin von Romorantin
  8. (1) Gabrielle (* 1. Februar 1643; † 24. Mai 1694), 30. Oktober 1664 Äbtissin von Beauvoir nach dem Rücktritt ihrer Schwester, Rücktritt 1676
  9. (1) Anne Catherine († 1700), April 1684 Äbtissin von Nidoiseau[4]
  10. (1) Anne (Nottaufe 1. Januar 1652; † 15. Februar 1734), 1669 Koadjutrix und später Äbtissin von La Joie-lès-Nemours, Rücktritt 1688
  11. (1) Marie Antoinette († 13. Oktober 1729, 76 Jahre alt); ⚭ (Ehevertrag 10. Januar 1678) 11. Januar 1678 Louis Sanguin, Marquis de Livry, Premier Maître d’Hôtel du Roi, Ritter im Orden vom Heiligen Geist († 6. November 1723)
  12. (2) Marie Françoise (* 6. April 1681; † 18. November 1748); ⚭ (1) 10. Januar 1703 Jean François de Marillac, genannt le Marquis de Marillac, Colonel des Régiment de Languedoc (X 13. August 1704 in der Zweiten Schlacht bei Höchstädt, Sohn von René de Marcillac, Seigneur d’Ollainville etc., und Marie Bochart de Sarron; ⚭ (2) 12. Mai 1710 Louis François de L’Aubespine, genannt le Marquis de l‘Aubespine, Sohn von Charles de l’Aubespine, Marquis de Châteauneuf, und Elisabeth Loisel
  13. (2) François Honorat Antoine (* 6. Oktober 1682; † 19. August 1751), Mai 1701 Kommendatarabt von Saint-Germer-de-Fly, 1. April 1713 Bischof von Beauvais, Pair de France, trat am 18. Februar 1728 zurück und wurde Abt von Saint-Victor de Marseille
  14. (2) Paul Hippolyte (* 25. November 1684; † 22. Januar 1776), Duc de Saint-Aignan, Pair de France, Ritter im Orden vom Heiligen Geist, Mitglied der Académie française, Lieutenant-général des Armées du Roi; ⚭ (1) (Ehevertrag 20. Januar 1706) 22. Januar 1707 Marie Geneviève de Montlezun de Besmaux († 15. Oktober 1734), Dame de Pommeuse et de Lumigny, einzige Tochter von Jean-Baptiste-François de Montlezun, Marquis de Besmaux, und Marguerite-Geneviève Colbert de Villacerf; ⚭ (2) (Ehevertrag 9. November 1757) Françoise-Hélène-Etiennette Turgot (* 20. September 1729), Tochter von Michel Étienne Turgot, Marquis de Sousmont, Conseiller d’État, und Madeleine Françoise Martineau
    1. (1) Marie Geneviève (* 27. Januar 1709), Benediktinerin in Montargis
    2. (1) Paul François (* 16. August 1710; † 7. Januar 1742), Duc de Saint-Aignan unter dem Namen Duc de Beauvilliers; ⚭ 30. Dezember 1738 Marie Susanne Françoise de Creil (* 28. August 1716; † nach November 1779), einzige Tochter von Jean François de Creil, Intendant de la Généralité de Metz, und Marie Claude Thérèse Turgot
    3. (1) Paul Louis (* 8. November 1711; X 5. November 1757 in der Schlacht bei Roßbach), genannt Duc de Beauvilliers (1742); ⚭ (1) 8. April 1745 Auguste-Éléonore-Olympe-Nicole de Bullion de Fervaques, Tochter von Anne Jacques de Bullion, Marquis de Fervaques, Maréchal des camps et armées du Roi, Commandeur des Ordres du Roi aus der Familie Bullion, und Marie Madeleine Hortense Gigaut-de-Bellefonfs; ⚭ (2) 22. November 1753 Charlotte Susanne de Nos, Tochter von Jean-Baptiste de Nos, Comte de La Feuillée, und Marie Marguerite de Cardouan
      1. (1) Paul Étienne Auguste (* 26. Dezember 1745; † 19. Oktober 1771), genannt Duc de Beauvilliers; ⚭ (Ehevertrag 17. April 1763) 16. November 1763 Marie Madeleine de Rosset (* 27. Januar 1744; † 30. September 1803), Tochter von André Hercule de Rosset de Rocozel, Marquis de Perpignan, Duc de Fleury
        1. Marie Paul Victoire (* 2. August 1766; † 24. Juli 1794), Duc de Saint-Aignan, Pair de France, Comte de Montrésor; ⚭ 9. Januar 1785 Françoise Camille de Bérenger († 27. Juli 1794), Tochter von Pierre Raymond de Bérenger, Comte de Gua, und Marie Françoise Camille Bérenger de Sassenage
          1. Raymond François (* 21. Februar 1790; † 3. Mai 1811), Duc de Saint-Aignan; ⚭ 10. Mai 1810 Emma Nathalie Victurnienne de Rochechouart-Mortemart (* 7. Mai 1790; † 24. August 1824), Tochter von Victurnien Jean-Baptiste de Rochechouart, Duc de Mortemart, und Adélaïde de Cossé Brissac
            1. Élodie de Beauvilliers de Saint-Aignan (* 4. April 1811; † 29. Dezember 1834); ⚭ 28. Februar 1832 Hélie Louis Roger de Talleyrand-Périgord, Duc de Périgord, Prince de Chalais (* 23. September 1809; † 8. April 1883), Sohn von Augustin-Hélie-Charles de Talleyrand-Périgord, Duc de Périgord, und Appoline Marie Nicolette de Choiseul.

      2. Charles Paul François (* 17. Dezember 1746; † 19. Dezember 1828), Comte de Buzançois, 1765 Grande von Spanien, 1811 Duc de Saint-Aignan, 1814 Pair de France; ⚭ 21. Juni 1765 Marie Louise de Mailly (* 1747), Tochter von Alexandre Louis, Comte de Mailly, und Anne Louise de Saint-Chamans (Haus Mailly)
      3. (1) Anne Paul François (* 29. Dezember 1747; † Mai 1752), Comte de Montrésor
      4. (1) Colette Marie Paule Hortense Bernardine (* 20. August 1749; † 24. August 1831); ⚭ 3. Januar 1771 Antoine Charles Guillaume, Marquis de La Roche-Aymon (* 31. Mai 1751; † 23. August 1831) – ihr Sohn war Antoine Charles Étienne Paul de La Roche-Aymon (* 1772; † 1849), preußisch-französischer General

    4. (1) Paul-Hippolyte de Beauvilliers (* 26. Dezember 1712; † 5. Dezember 1788), genannt le Marquis de Saint-Aignan, 1781 Vizeadmiral von Frankreich
    5. (1) Paul Louis Victor (* 24. Oktober 1714), Abt von Lagny-sur-Marne
    6. (1) Marie Paule Françoise (* 5. Juli 1720), Benediktinerin in Montargis
    7. (1) Marie Anne Paule Antoinette (* 26. Juli 1721; † 21. Januar 1743), genannt Mademoiselle de Chémery; ⚭ 28. August 1736 Louis de Seiglières-de-Soyecourt (* 29. Januar 1722), Sohn von Joachim Adolphe de Seigliéres, Marquis de Soyecourt, und Pauline Corisante de Pas-de-Feuquières
    8. (1) Paul François Honorat (* 7. Januar 1724), genannt Comte de Saint-Aignan, 1762 Brigadier
    9. (1) Marie Paule Thérèse (* 10. Dezember 1729; † 10. November 1758), genannt Mademoiselle de Montrésor; ⚭ 22. August 1753 Jean-François-Charles de Molette, Comte de Morangiès (* 22. Februar 1728; † 28. Juni 1801), Colonel du Régiment du Languedoc Infanterie